# Mikel Motos
Mikel Motos Cabodevilla (San Sebastián, 30 de enero de 1993) es un baloncestista español, que ocupa la posición de escolta. Actualmente milita en el San Sebastián Gipuzkoa Basket Club de la LEB Oro.

## Biografía
Tras formarse como jugador en las categorías inferiores del Easo, en la temporada 2011-12 pasa a la liga LEB Plata como jugador del Iraurgi Saski Baloia. Esa misma temporada debuta en la ACB con el Lagun Aro GBC. En la temporada 2012-13 continúa vistiendo la camiseta del Iraurgi alternando algún encuentro con el Lagun Aro GBC.
Durante la temporada 2019-20, vuelve a conseguir el ascenso a la Liga Endesa, en la que disputó 20 partidos en los que logró 6,1 puntos, 3,3 rebotes de media en 19 minutos.
El 12 de agosto de 2020, el Delteco GBC hace oficial la continuidad del jugador para disputar la temporada 2020-21 en la Liga Endesa.
En la temporada 2024-25, seguiría en las filas del Inveready Gipuzkoa Basket, pese ha encontrarse un proceso de recuperación de una lesión en el pie que se produjo al final de la temporada anterior.